# San Luis (prowincja)
San Luis - prowincja położona w centralnej części Argentyny ze stolicą w San Luis.
W północno-zachodniej części prowincji znajduje się Park Narodowy Sierra de las Quijadas.
W prowincji hoduje się bydło, owce oraz uprawia się rośliny strączkowe, warzywa, drzewa owocowe, winorośl. W regionie rozwinął się przemysł spożywczy, włókienniczy oraz skórzany. 